# Ludwig-Musser

Logo

Ludwig-Musser ist ein amerikanischer Hersteller von Schlagzeugen und Perkussion-Instrumenten. Das Unternehmen gehört heute zu Conn-Selmer, Inc.

## Geschichte

### Anfangsjahre
Die amerikanische Firma Ludwig wurde 1909 von den Brüdern Theobald Ludwig (1888–1918) und William F. Ludwig (1879–1973) gegründet, deren Familie 1887 aus Deutschland nach Chicago ausgewandert war. Zunächst betrieben sie das Unternehmen gemeinsam unter dem Namen Ludwig & Ludwig. Ihre erste Neuentwicklung war ein verbessertes Pedal für die Große Trommel. Mit diesem war es möglich, schneller zu spielen, ohne Einbußen bei der Lautstärke zu haben. Es folgte die Entwicklung einer Pauke, die 1916 abgeschlossen wurde. In den 1920er Jahren erweiterte Ludwig & Ludwig die Produktpalette um Banjos, machte dabei allerdings Verluste, was in der Weltwirtschaftskrise dazu führte, dass das Unternehmen von C. G. Conn übernommen wurde. William F. Ludwig führte das Geschäft im Auftrag von Conn bis 1936 weiter, bevor er sich entschied, ein eigenes Unternehmen zu gründen.

### W.F.L. Drum Company
1937 gründete William F. Ludwig in Chicago sein neues Unternehmen unter dem Namen W.F.L. Drum Company. Das erste Produkt, das er auf den Markt brachte, war das „Speed King Pedal“. 1955 gelang es, Ludwig & Ludwig von C. G. Conn zurückzukaufen. Daraufhin wurde die Firma in Ludwig Drum Company umbenannt.

### The Beatles und der Aufstieg zum Weltunternehmen

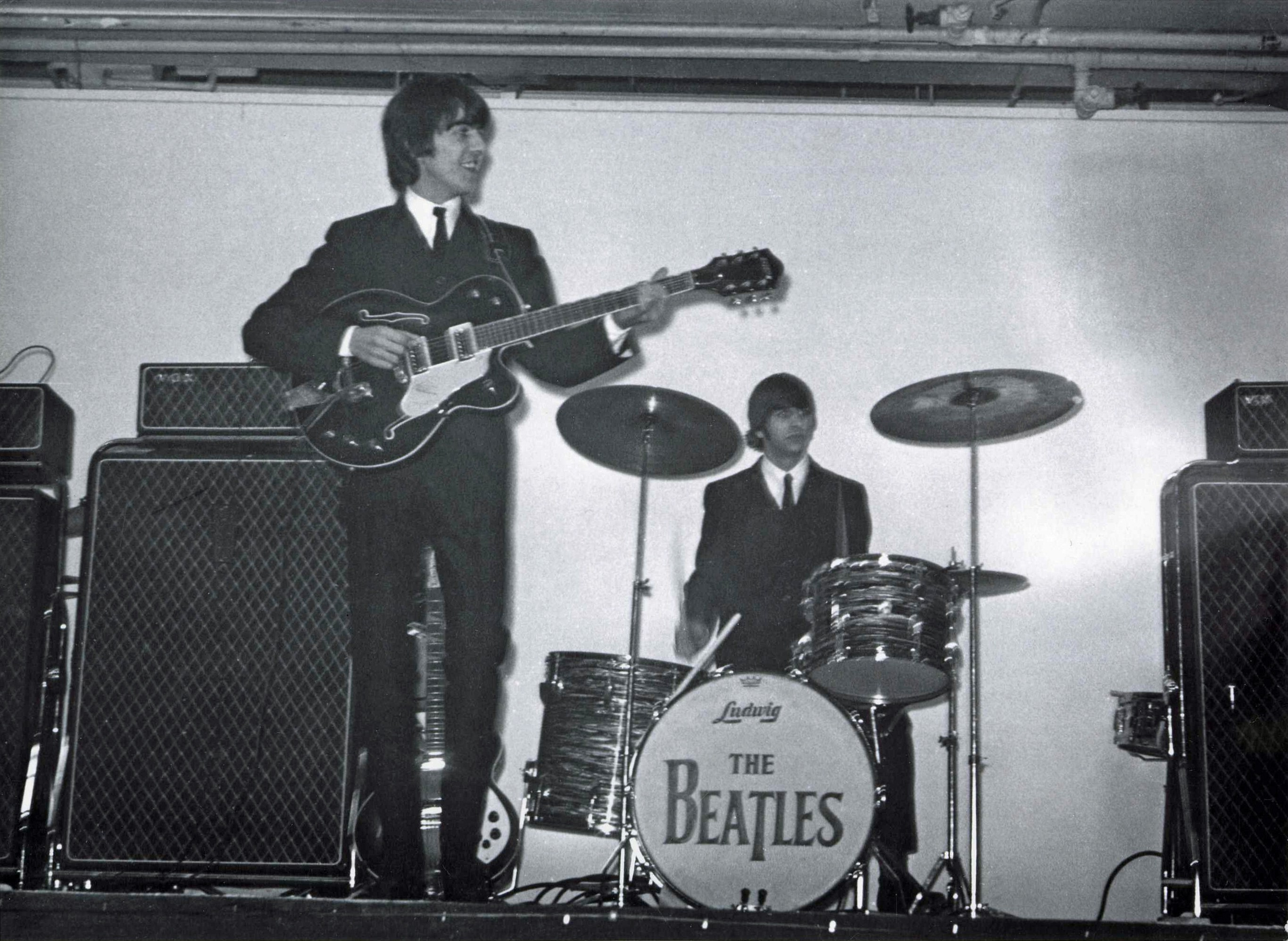
Ringo Starr mit Bassdrum-Fell mit Ludwig-Beschriftung (1964)

Weltruhm erlangte das Unternehmen durch einen Zufall. Ringo Starr, der Schlagzeuger der Beatles, wollte 1963 ein neues Schlagzeug erwerben. Bis zu diesem Zeitpunkt spielte er eines der Firma Premier. Beim Händler Ivor Arbiter sah er ein Muster des Farbtones „Black Oyster Pearl“, das ihm gefiel, allerdings nur von Ludwig vorrätig war. So entschied sich Ringo Starr für diese Marke. Dort wurde auch das berühmte Beatles-Logo mit dem dropped (deutsch: abgesenktem) T entworfen und auf die Bass Drum aufgemalt. Mit zunehmender Bekanntheit der Beatles verbreitete sich auch der Name Ludwig, deren Logo neben dem Bandnamen auf dem Fell der Bass Drum angebracht war. Neugegründete Bands kopierten nicht nur die Musik, sondern auch die Kleidung und die Ausrüstung der Beatles. So konnte Ludwig die Produktion extrem steigern. Dieses wiederum hatte einen Multiplikationseffekt, da auch weitere Bands, die Ludwig spielten, Weltruhm erlangten, deren Fans dann ebenfalls Ludwig bevorzugten.
1966 wurde das Geschäft durch die Übernahme der Musser Marimba Company ausgeweitet. Musser stellte Schlaginstrumente wie Vibraphone, Marimbaphone und Röhrenglocken her. Damit deckte Ludwig die komplette Palette im Bereich der Schlaginstrumente ab.
In den 1960er- und 1970er-Jahren war Ludwig die weltmarktführende Schlagzeugfirma. Für seine Verdienste um Ludwig erhielt Ringo Starr bereits 1964 von dem Unternehmen eine spezielle Snare.

### Vistalite
Unter dem Namen Vistalite bot Ludwig ab 1972 durchsichtige Trommeln aus Acryl an, hauptsächlich in den Farben clear, amber und blue. John Bonham spielte sie. 1979 wurde die Serie eingestellt.

### Übernahme durch Selmer
1981 wurde Ludwig von der Selmer Company übernommen.
Ab den 1980er Jahren verlor Ludwig zunehmend Marktanteile. Dies war zum einen den aufkommenden japanischen Konkurrenzunternehmen wie Pearl, Yamaha und Hoshino Gakki (Tama) geschuldet, zum anderen aber auch der mangelnden Verarbeitungsqualität.

## Tomhalterung
Bis Ende der 1960er-Jahre montierte Ludwig eine leicht gebogene Rosette auf der Bass Drum. Wegen der Form wird diese als sogenannte „Bananentomhalterung“ bezeichnet. Der Dorn, auf den das Hängetom gesteckt und befestigt wurde, konnte auf der Bass Drum durch diese Konstruktionen nach links oder rechts geschoben und positioniert werden (engl. „Rail Consolette“).
Ab Ende der 1960er-Jahre wechselte Ludwig zu einem neuen Tomhaltesystem, das zum heutigen Standard gehört und unter anderem von Tama verwendet wird. Dieses war nun mittig angebracht. Ein Grund hierfür war die zunehmende Verwendung von zwei Hängetoms. Hierbei wurde nun ein langes Rohr in der Bass Drum versenkt, was jetzt eine gute Höhenverstellung ermöglichte, auf dem die geriffelten Dorne für die Tomaufnahmen befestigt sind. Diese sind unkompliziert in beinahe alle Richtungen verstellbar.

## Speed King
Legendär ist die Ludwig „Speed King“-Fußmaschine, die über viele Jahrzehnte Maßstäbe setzte. Sie gilt als besonders sensibel und ermöglicht ein direktes, schnelles Spielgefühl. Die Maschine wurde 1936 unter der Nummer - POSK - NTC zum Patent angemeldet. Im Gegensatz zu Produkten anderer Hersteller, die die Rückstellkraft für den Schlägel durch ein oder (seltener) zwei außen liegende Zugfedern erzeugen, nutzt die "Speed-King" zwei in den röhrenartigen Säulen der Konstruktion integrierte Druckfedern. Leicht überarbeitet wird die Fußmaschine auch nach fast 80 Jahren noch produziert - inzwischen in Taiwan.

## Snares
Snares von Ludwig sind bis heute legendär. Hier sind die Black Beauty, Super Sensitiv oder Supraphonic zu nennen. Die Supraphonic unterscheidet sich durch die bei der Super Sensitiv angebrachte Parallelabhebung von dieser. Durch die Parallelabhebung entsteht allerdings auch ein deutlicher Klangunterschied. Die Super Sensitiv wurde hauptsächlich in den 1960er-Jahren verwendet, während die Supraphonic von vielen Rock- und Hard-Rock-Schlagzeugern verwendet wird/wurde, wie beispielsweise von John Bonham (Led Zeppelin), Ian Paice, Ginger Baker, Carl Palmer und Steve Gadd. Diese gibt es in den Maßen 14"×5 und 14"×6,5". Letztere setzte sich im Hard-Rock-Bereich durch, da sie im Gegensatz zur 5" durchsetzungsfähiger ist.
In den 1980er-Jahren wurde die Ludwig Coliseum viel verwendet. Dies ist eine Holzsnare in den Maßen 14"×8". Sie gab in vielen Produktionen den typischen 1980er-Snare-Sound.

## Vintage
Auf dem Vintage-Markt zählen Schlagzeuge und Trommeln von Ludwig zu den begehrtesten Schlaginstrumenten und erzielen hohe Preise. Dies gilt insbesondere für die Black Beauty-Snares.

## Bekannte Ludwig-Schlagzeuger
Zahlreiche berühmte Schlagzeuger spielten oder spielen Schlagzeuge von Ludwig. Einige davon sind:
- Alex van Halen (Van Halen)
- Carmine Appice (Beck, Bogert & Appice, Rod Stewart)
- Ginger Baker (Cream)
- Brian Bennett (The Shadows)
- John Bonham (Led Zeppelin)
- Karen Carpenter (Carpenters)
- Eric Carr (Kiss)
- Vinnie Colaiuta (Sting, Herbie Hancock, Jeff Beck u.v.a)
- Tré Cool (Green Day)
- John Densmore (The Doors)
- Stewart Copeland (The Police)
- Carsten Bohn (Frumpy)
- Nick Mason (Pink Floyd)
- Bernd Noske (Birth Control)
- Ian Paice (Deep Purple)
- Carl Palmer (Emerson, Lake and Palmer, Asia)
- Cozy Powell (Rainbow, Black Sabbath, Jeff Beck Group)
- Herman Rarebell (Scorpions)
- Buddy Rich
- Ringo Starr (The Beatles)
- Roger Taylor (Queen)
- Cesar Zuiderwijk (Golden Earring)
- Questlove (The Roots)